# Srednogorți, Smolean
Srednogorți (în bulgară Средногорци) este un sat în comuna Madan, regiunea Smolean,  Bulgaria. 

## Demografie
Componența etnică a satului Srednogorți
     Turci (1,3%)
     Nicio identificare (35,17%)
     Bulgari (63,19%)
     Romi (0%)
     Altele (0,32%)
La recensământul din 2011, populația satului Srednogorți era de 921 locuitori. Din punct de vedere etnic, majoritatea locuitorilor (63,19%) erau bulgari, cu o minoritate de turci (1,3%). Pentru 35,17% din locuitori nu este cunoscută apartenența etnică.